# Étienne-Philippe-Marie Lejosne
Étienne-Philippe-Marie Lejosne né à Douai le 5 août 1755 et décédé en octobre 1841. Il est le frère de Pierre-Amé-Michel Lejosne de l'Espierre 

## Biographie
- 1778 reçu avocat au Parlement de Flandre, il embrasse contrairement à son frère les principes de la Révolution.
- 1791 Député du département du Nord à l'Assemblée nationale.
- 1791 en séance du 21 octobre il fit motion d'obliger les insermentés à résider dans chaque chef-lieu de département et d'empêcher les religieux de paraître en public avec les habits de leur ordre.
- 1792 le 23 avril il demande une retenue d'un tiers sur les traitements des bénéficiers, abbés et abbesses des monastères.
- 1793  le 1er mai sur sa proposition l'Assemblée nationale décrète la suppression des pensionnats dans les maisons religieuses. Le 2 mai il rend compte de la saisie de numéraire faite à Orchies par la municipalité sur des immigrants particuliers. Le 7 mai il propose l'approbation de la conduite du maréchal de Rochambeau qui commandait en chef l'Armée du Nord. Le 17 mai il prend la défense du 6e régiment de dragons en garnison à Douai mis en suspicion à propos de sa conduite en Belgique.
- 1793 le 16 juin sur sa proposition et celle de Cheron l'assemblée décrète que tous les citoyens feront personnellement le service de la Garde nationale. Le 20 juin il rapporte à l'assemblée les propos du roi « Je n'ai aucune inquiétude pour ma liberté constitutionnelle. Je me trouve tranquille au milieu du peuple français ».
- 1793  le 10 août il fait adopter le décret suivant : « L'Assemblée nationale met les propriétés et les personnes sous la sauve-garde du peuple de Paris »

- À la fin de la session de l'assemblée législative il se retira à Santes, y fut maire durant dix ans
- 1801 à 1829 juge d'instruction au tribunal de Lille

## Sources
- « Étienne-Philippe-Marie Lejosne », dans Adolphe Robert et Gaston Cougny, Dictionnaire des parlementaires français, Edgar Bourloton, 1889-1891 [détail de l’édition]